# Aeroporto di Uchta
L'aeroporto di Uchta conosciuto anche come l'aeroporto di Uchta-Dal'nij è un aeroporto situato a 5 km ad est da Uchta, in Russia.

## Strategia
L'aeroporto di Uchta è la base e lo hub della compagnia aerea UTair-Express (ex-Komiaviatrans) sotto il controllo della russa UTair ed anche una filiale della compagnia aerea russa Gazpromavia.

## Dati tecnici
L'aeroporto di Uchta è dotato di una pista attiva asfaltata di classe B di 2,656 m х 45 m. La pista aeroportuale è stata attrezzata per l'atterraggio/decollo degli seguenti tipi degli aerei: Antonov An-2, Antonov An-12, Antonov An-24, Antonov An-26, Antonov An-28, Antonov An-32, Antonov An-72, Canadair CRJ-100, Canadair CRJ-200, Ilyushin Il-18, Ilyushin Il-76, Ilyushin Il-114, Yakovlev Yak-40, Yakovlev Yak-42, Tupolev Tu-134, Tupolev Tu-154, ATR 42, Embraer EMB 120.

## Collegamenti con Uchta
L'aeroporto di Uchta si trova nella periferia est della città. Il Terminal aeroportuale è facilmente raggiungibile con la linea no.12 del trasporto pubblico dal centro cittadino col tempo medio di percorrenza di 30 minuti.